# Сатору Јамагиши
Сатору Јамагиши (јап. 山岸 智; 3. мај 1983) јапански је фудбалер.

## Каријера
Током каријере је играо за ЈЕФ Јунајтед Ичихара, Кавасаки Фронтале, Санфрече Хирошима и многе друге клубове.

## Репрезентација
За репрезентацију Јапана дебитовао је 2006. године. За тај тим је одиграо 11 утакмица.

## Статистика
| Јапан  | Јапан   | Јапан  |
| Година | Наступи | Голови |
| ------ | ------- | ------ |
| 2006.  | 3       | 0      |
| 2007.  | 5       | 0      |
| 2008.  | 3       | 0      |
| Укупно | 11      | 0      |